# Клеймор (манга)
Клеймор (яп. クレイモア Курэймоа) — манга Норихиро Яги. С 2001 по 2007 год издавалась в журнале Monthly Shonen Jump, с июля по ноябрь 2007 года — в Weekly Shonen Jump раз в месяц, пока издательство Shueisha не начало выпускать новый журнал: с ноября 2007 года по октябрь 2014 манга выходила в Jump Square.
Трансляция аниме-сериала по сюжету произведения прошла с 3 апреля по 25 сентября 2007 года. Как в аниме, так и в манге присутствуют многочисленные сцены жестокости. Выпуск манги завершен в октябре 2014 года, выпущено 27 томов. В России манга лицензирована компанией «Комикс-Арт», выпустившей 12 томов. В 2015 году Министерство культуры Китая внесло «Клеймор» в список запрещённых «38 наименований аниме и манги». В 2025 году CBS Studios и Propagate Content объявили о планах по созданию телевизионной адаптации в партнёрстве с Shueisha, исполнительным продюсером назначен Маси Ока.

## Сюжет

### Мир
Развитие сюжета происходит в альтернативном Средневековье, где люди сражаются с ёма (яп. 妖魔 ё:ма), оборотнями, питающимися человеческим мясом. Съев мозги человека, чудовище способно завладеть его воспоминаниями. Кроме того ёма могут принимать облик своих жертв, таким образом скрываясь среди людей. Они намного сильнее и быстрее обычного человека и противостоять им, даже используя оружие, практически невозможно — сверхъестественная сила ёма основана на использовании магической энергии, также именуемой «ёки».
С целью борьбы с ними тайная Организация создала группу могучих воинов, получивших прозвище «Клеймор», из-за своих огромных мечей. Все они — полулюди-полумонстры, выращенные из детей, в чьё тело были внедрены плоть и кровь ёма. Их сила и ум зачастую превосходят генный оригинал. Эти полукровки способны чувствовать потоки ёки и таким образом находить самих монстров. Все Клеймор за исключением первого поколения — женщины. Они не стареют и могут умереть только насильственной смертью. Обычные люди боятся их, несмотря на то, что Клеймор запрещено убивать людей, а нарушение этого правила сурово наказывается.
Организация существует за счёт выполнения заказов различных городов на уничтожение ёма. Однако если тот или иной город отказывается оплатить работу, то Организация более с ним не сотрудничает, и ёма, обычно быстро узнающие об этом, уничтожают его.
Клеймор, также как и ёма, для сверхъестественных действий использует ёки. При частом использовании ёки человеческая природа Клеймор сходит на нет и они становятся полноценным чудовищем, более сильным, умным и опасным, чем обычные ёма; это называется «пробуждение (яп. 覚醒 Какусэй)». Большинство Клеймор считают пробуждение хуже смерти и, чувствуя приближение этого момента, посылают одной из своих соратниц чёрную карту — просьбу об умерщвлении, таким образом выбирая лучший для человечества вариант.
В главах манги, которые не охватил аниме-сериал 2007 года, выясняется, что мир намного больше, чем это казалось. Две державы — страны потомков драконов и страна, к которой принадлежит Организация, — ведут борьбу между собой. Остров, где происходили описанные до этого события, является лишь территорией для экспериментов Организации, создавших ёма, Клеймор, Порождение Бездны и других существ с целью вывести идеального воина.

### Завязка сюжета
Сюжет манги и сериала начинается с момента, когда одна из Клеймор по имени Клэр приходит в небольшой городок с заданием ликвидировать ёма. Там с ней знакомится Лаки — мальчик, родителей которого убил ёма. Лаки высказывает Клэр своё дружелюбие и надежду, что она сможет отомстить за его родителей. Клеймор, чувствуя от мальчика запах ёма, решает проследить за ним. Так она находит и убивает оборотня, скрывавшегося под обликом погибшего брата Лаки. После этого Лаки остаётся совершенно один и его выгоняют из городка — это судьба всех, чьи родственники были съедены ёма. Он решает последовать за Клэр, в которой видит не монстра, как остальные люди, а воительницу, отомстившую за смерть его близких, и просто прекрасную девушку. Так начинаются странствования Клеймор и человека.
Сюжет манги достаточно нестандартен. В первых сериях (главах) история представляется в виде обычной и непримечательной саги, виданной сотни раз: герои путешествуют из города в город, уничтожая чудовищ; но всё радикально меняется уже в 6-8 сериях, когда рассказывается про прошлое Клэр.

### Униформы
Все Клеймор носят униформу, включающую два предмета бледно-серой обтягивающей одежды: рубашка с длинными рукавами и штаны. Клеймор, способные изменять своё тело, для удобства носят особый чёрный растягивающийся материал, повторяющий любые изменения тела. Поверх этого они носят броню: металлические ботинки до голени (с невысоким каблуком), большие наручи, наплечники и ламинарную (пластинчатую) латную юбку с набедренными щитками. Также они носят короткий плащ, а на шее — кусок ткани с индивидуальным и уникальным символом, который присваивается каждой Клеймор.

### Знаки клеймор
Это знаки Клеймор-участниц первой сюжетной арки (до конца боёв за Пиету). Во второй арке состав Клеймор сильно поменялся.

## Персонажи

### Главные герои
Клэр (яп. クレア Курэа) — протагонист манги. Девушка-клеймор, сражающаяся с ёма и с собственной жаждой пробудиться. В отличие от других клеймор, Клэр — не полу-ёма, а «на четверть ёма». Когда она была ещё маленькой девочкой, ёма убил и съел её семью, а сама она была изгнана из города. Оказавшись вне городских стен, Клэр была схвачена другим ёма, который использовал её как часть своего маскарада и как свою игрушку, периодически подвергая истязаниям. Клеймор по имени Тереза убила ёма, мучившего Клэр, и девочка, которой некуда было деться, последовала за Терезой. Когда Тереза погибла, Клэр попросила посланника Организации сделать её клеймор, введя в её тело кровь и плоть Терезы, и Организация, заинтересованная результатами такого эксперимента, выполнила просьбу девочки. Клэр — одна из самых слабых бойцов Организации, но в острых ситуациях её сила может неожиданно резко возрасти. Кроме того, она оказалась одной из немногих клеймор, сумевших вернуться в нормальное, человеческое состояние после Пробуждения. По манге после боёв за Пиэту вместе с шестью уцелевшими соратницами дезертировала из Организации и семь лет скрывалась на севере. После этого начинается новая, не отражённая в сериале арка манги.
Выясняется, что Организация воскресила первые три номера предыдущих поколений. В них генетически было заложено пробуждение. В ходе битвы между Порождениями и Присциллой, побеждает последняя. Примерно в это время пробуждается Разрушитель (соединение плоти и сознания Люсиэллы и Рафаэллы). Клэр решила выступить на стороне Разрушителя в борьбе с Присциллой, вдвоем им удается затянуть тело последней в огромный кокон, в котором растворяется и тело Клэр.
Лаки, выросший и возмужавший, вызволяет Клэр из кокона, в котором были сплетены сама Клэр, Присцилла и Люсиэлла/Рафаэлла. После этого, она узнает, что святой город Рабона окружен пробудившимися (правда людей они выпустили из города), которые хотят увидеть существо (Присцилла), которое по своей силе превзошло даже Порождений Бездны. Клэр и её команде удается убедить пробудившихся в том, что им необходимо объединиться и не дать Кассандре объединится с Присциллой. Первыми в бой вступают клеймор, однако, терпят поражение, после чего в бой вступают пробудившиеся. Им удается убить копию Присциллы и освободить Кассандру. Во время поединка тело и сущность Клэр изменились, и она, можно сказать, «стала» Терезой, а сама Клэр ушла в глубины сознания, где рассказала Терезе обо всём произошедшем в период со смерти последней до настоящих событий.
В ходе смертельной битвы, Присцилла демонстрирует свою истинную силу в ответ Тереза пробуждается, у неё появляются крылья и немного меняются ноги. Объединив силу души Клэр и силу тела Терезы они используют технику «быстрый меч» благодаря подаренной руке Илены. Сила и скорость ударов были настолько велики, что все тела Присциллы превратились в пыль.
После, этих событий, бывшие клеймор собираются в Рабоне. Позже, Клэр и Лаки отправляются к дому Илены, где встречают её.
Сэйю: Хоко Кувасима
Лаки (яп. ラキ Раки) — подросток, спутник и друг Клэр. Когда на деревню Лаки напали ёма один из них убил его старшего брата и принял его облик. Клэр победила Ёма, после чего мальчик был изгнан из селения и оставлен на произвол судьбы. Клэр вспомнила, как её саму когда-то выгнали из селения, и позволила Лаки остаться её спутником на правах походного повара, надеясь оставить его в ближайшем городе. Но вскоре клеймор привязалась к нему, и Лаки остался с Клэр. Лаки заботится о Клэр и однажды помогает ей избежать Пробуждения. Он очень переживает из-за своей слабости, которая не позволяет ему по-настоящему защищать Клэр, и учится искусству владения мечом. В середине сюжета пути Лаки и Клэр расходятся, они встречаются лишь в финале аниме. В манге эта встреча произошла лишь спустя несколько лет. В ней Лаки до окончания боев доехать до Пиэты не успел и поэтому остался с пробудившимися Исли и Присциллой, с которыми жил семьёй 7 лет. У них он и вырос. Исли обучил паренька фехтованию, Присцилла души в нём не чаяла настолько, что все эти годы не ела людей. После этого начинается новая, не отражённая в сериале арка манги. В ней повзрослевший Лаки — сильный, уверенный в себе парень, который может, не будучи клеймором, на равных биться с ёма. Позже, 7 лет спустя ему удается вызволить Клэр и они снова объединяются. После, этого он встречается с одним из пробудившихся (бывший № 4 из мужского поколения), который сообщает ему, что возможно, именно ему удастся внести перелом в ход войны между Клэр и Присциллой.
Позднее, он встречает Присциллу и вызывает её на бой. Вначале боя Присцилла сражается, как обычная клеймор и легко побеждает Лаки, ранив его. На помощь к нему успевают Мирия с командой и Клэр, между ними начинается ожесточенная битва. Когда казалось, что победа за Присциллой в бой вмешивается Лаки. Оказалось, что Исли — наставник Лаки, знал, что ему не победить Присциллу, поэтому он ему сказал, что тому нужно выжить в бою с ней. И когда она забудет о его существовании, нанести решающий удар. Благодаря ему, клеймор удается победить Присциллу, но не окончательно. Чтобы выжить Присцилла поглощает Кассандру, а после всех пробужденных. После, пробуждения Терезы, Лаки рассказывает, что Присцилла хочет умереть, именно поэтому она постоянно шла на запах Клэр. В конце манги, вместе с Клэр отправляется в путешествие, где встречает Илену.
Сэйю: Мотоки Такаги
Тереза Слабая Улыбка (яп. 微笑のテレサ Бисё: но Тэрэса) — в прошлом — одна из сильнейших клеймор, № 1 77 поколения воительниц. Женщина, чью плоть и кровь приняла Клэр — главная героиня манги. Впервые появляется в 5 серии аниме и в 12 главе манги соответственно. Изначально кажется жестокой и высокомерной, но вскоре становится понятно, что за слабой улыбкой кроются та же боль и одиночество, что переживала и сама главная героиня. В детстве Тереза была предана людьми, которым доверяла и продана «черноробым»; по-видимому, этим и обуславливается её непростой характер. Тереза сильно привязывается к спасённой ей девочке по имени Клэр. И, когда та попадает в опасную ситуацию, воительница в состоянии аффекта убивает шайку разбойников, тем самым нарушив главный закон Организации. Она не подчиняется на месте казни и, ранив товарищей, уходит вместе с девочкой. За ней отправляют «палачей» — номера со второго по пятый, в числе которых «новобранец» — № 2, Присцилла, впоследствии пробудившаяся и обманом убившая её. Тереза считалась сильнейшей № 1 за историю существования Организации. Даже прежней № 2 — Илене было очень далеко до её уровня. Специальная сила Терезы заключалась в идеальном считывании потоков силы ёма, благодаря которому она могла предсказывать атаки противника и с легкостью отражать их. Ей не было равных, однако несколько раз заявлялось, что потенциал Присциллы выше, чем возможности Терезы. Кроме глав, посвящённых воспоминаниям Клэр, Тереза появляется в «Экстра Сцене 1» под названием «Воинская гордость», повествующей о её битве с пробудившейся № 2. Там демонстрируется истинная сила этой воительницы и способность без труда расправиться с той, кто некогда была первым номером и фактически приравнивалась к Порождениям Бездны. В ходе битвы, Тереза пробуждается. И используя технику «быстрый меч» окончательно уничтожает Присциллу. После, этого она прощается с Клэр и исчезает в глубине её сознания.
Сэйю: Роми Паку

### Герои второго плана
Присцилла (яп. プリシラ Пурисира) — воительница семьдесят седьмого поколения Клеймор, бывшая номер два, атакующий тип. Семью Присциллы убил и съел ёма, из-за чего та их ненавидит. В бою с Терезой пробудилась и убила её, отрубив голову. Ей же был убит и отряд палачей, посланный за головой Терезы. Страдает потерей памяти, из-за чего Исли использует её для своих целей. Семь лет путешествовала с Лаки и Исли, но после призналась Лаки, что на самом деле она не трогала его только потому, что от него пахло Терезой. Снова почуяв знакомый запах, она бросилась на поиски Клэр. Однако, стоит отдать ей должное, она не дала Лаки превратится в ёму остановив заражение своей рукой. Легко расправляется с Порождением бездны Алисией и Бэт в своей человеческой форме.
Найдя Клэр, хочет вступить с ней в бой, но тут им мешает Люсиэлла. Погнавшись за Клэр, она попадает в своеобразную ловушку, точнее сплетение сил и сознаний Клэр, Люсиэллы и в таком положении пребывает некоторое время, пока за ней не приходит воскресшая РифулДаф (объединение Рифул и Даф), которая стала сильнее Порождений Бездны и даже смогла превзойти Присциллу. В жестоком бою Присцилла понимает, что ей не удастся убить Рифул, ибо та питается энергией её атак (отрывая руки последней). Тогда Присцилла превращается обратно в человека и, как оказалось, у неё сохранился меч-клеймор, который она хранила в своем теле. В итоге она окончательно убивает Рифул мечом и мгновенно телепортируется на гору, с которой за ней наблюдали последние оставшиеся в живых члены организации.
В разговоре с ними она выясняет, почему не может убивать маленьких девочек. И убивает главного «генетика». После, она встречает Лаки и играюче его тяжело ранит. Только прибывшая команда клеймор спасает его от смерти.
Во время битвы, сильнейшее порождение демонстрирует колоссальную разницу в силе между ней и клеймор. Однако неспособность ощущать человека оказывается для неё роковой. Будучи расчлененной на мелкие кусочки, ей удается схватить и поглотить Кассандру. Понимая, что Присциллу не победить, Клэр пробуждается, вместо неё появляется сильнейшая воительница за всю историю — Тереза Слабая Улыбка.
Последней удается заставить поглощенных пробудившихся атаковать Присциллу, а Порождение Бездны Кассандра, вообще покинула её тело для битвы с Терезой.
В итоге в финальной битве между Присциллой и Терезой, обе воительницы сражаются только со своими силами. Тереза легко рубит Присциллу, на месте отрубленных конечностей вырастают новые, более могучие. Выясняется, что до этого Присцилла не показывала всю свою силу. Однако и это не помогло, Тереза легко расправилась с Присциллой.
Далее, раскрываются истинные мотивы Присциллы. Все её битвы с сильнейшими пробужденными и первыми номерами, попытки заколоть себя, были лишь возможность умереть. Её ужасно тяготила переполненная ненавистью жизнь и только смерть для неё была бы покоем.
После выполнения смертельной техники «быстрый меч», Присцилла поблагодарила Терезу и превратилась в пыль. Умерев уже окончательно. По словам Исли, после пробуждения Присцилла хотела умереть. Единственная кто мог её убить, всегда была Тереза слабая улыбка. Всегда боялась и боится Терезы. Считается сильнейшей среди Пробудившихся.
Сэйю: Ая Хисакава
Илена (яп. イレナ Ирэна) — воительница, бывшая номер два семьдесят седьмого поколения в Организации, атакующий тип. После появление Присциллы в рядах Клеймор, Илена стала номером три. Состояла в карательном отряде, посланном убить Терезу. Из-за невероятной скорости фехтования получила прозвище «Илена быстрый меч». Появляется в седьмой и тринадцатой сериях. В бою с Пробудившейся Присциллой потеряла левую руку. Притворившись, что Присцилла убила её, ушла из Организации, скрылась в местности, окружённой горами, подавляя свою ауру ёма. Именно Илена спасла Клэр от Офелии и научила первую технике «быстрого меча». Отдала свою правую руку Клэр, чтобы та смогла лучше использовать выученную технику. В процессе обучения Илена использовала свою силу ёма, что позволило Рафаэле без труда найти её. В конце выясняется, что Рафаэла не убила Илену и та встретилась с Клэр и Лаки возле своего дома.
Сэйю: Минами Такаяма
София (яп. ソフィア Софиа) — номер четыре в Организации семьдесят седьмого поколения Клеймор, атакующий тип. Состояла в отряде палачей, посланным убить Терезу. Имеет огромную силу, используя Йоки. С недовольством приняла своё понижение до четвёртого номера. Убита Пробудившейся Присциллой.
Сэйю: Мэгуми Хамагути
Ноэль (яп. ノエル Ноэру) — номер пять в Организации семьдесят седьмого поколения Клеймор, атакующий тип. Состояла в отряде палачей, посланным убить Терезу. Обладает невероятной ловкостью и проворностью. С ещё большим недовольством приняла своё понижение. Появляется в седьмой серии. Убита Присциллой.
Сэйю: Дзюнко Такэути
Галатея (яп. ガラテア Гаратэа) — клеймор семьдесят восьмого поколения. В организации номер три, оборонительный тип. Способна чувствовать на дальних расстояниях Йоки противника и управлять некоторой её частью, однако если противник в сражении вкладывает всю свою мощь, управлять его силой Галатея неспособна. Послана найти и привести Клэр обратно в Организацию, но не делает этого. Также помогает Клэр, Мирии, Денёв и Хелен скрыться (на вопрос посланника Организации «Они мертвы?», уклончиво ответила, что не чувствует их Йоки). Ушла из Организации, скрывается в Рабоне — святом городе. Во время битвы помогла контролировать пробудившуюся Миату, что в итоге позволило убить Пробудившуюся.
Сэйю: Ай Орикаса
Офелия (яп. オフィーリア Офи:риа) — номер четыре в Организации семьдесят восьмого поколения Клеймор, атакующий тип. Владеет техникой «Извивающегося меча» — заставляет змеиться свои меч, вибрируя рукой. Ненавидит пробудившихся: её семья была убита Присциллой, поэтому Офелия жаждет убить её. После схватки с Иленой пробуждается. В таком состоянии похожа на змею. Убита Клэр. Перед смертью требует от Клэр, что бы та убила Присциллу вместо неё. (Примечание: Офелия умирает в реке/море, как и героиня трагедии Уильяма Шекспира «Гамлет, принц датский» Офелия). Её техникой была уничтожена гигантская версия Присциллы.
Сэйю: Эми Синохара
Мирия (яп. ミリア Мириа) — номер шесть в Организации семьдесят восьмого поколения Клеймор, атакующий тип. Получила прозвище «Фантом Мирия» из-за способности приобретать на некоторое время огромную скорость. Отличный лидер. Втайне собирала информацию об Организации. После битвы за Пиету покинула Организацию. Через некоторое время предпринимает попытку уничтожить Организацию (неудачную). В итоге, после того, как Организация была разгромлена, её глава рассказал ей о стране Потомков Дракона, показал жителя этой страны и Пробудившегося жителя страны Дракона. Как оказалось, генный материал, из которого произошли ёма, есть не что иное, как помесь мозга жителя страны Драконов и Пробудишегося жителя страны Драконов, а собственно ёма — это люди, на которых этот вирус паразитирует. При смене владельца, вирус просто меняет тело (заражает другое тело), а не поглощает мозг и внутренности человека, которого хочет скопировать, как говорилось ранее. Едва не пробудилась в охоте на Пробудившуюся, которой оказалась её одногодка Хильда, о чём Организация не сообщила Мирии. Но, несмотря на это и провокации Офелии, состоящей в группе, смогла вернуться в обычное состояние. С тех пор ненавидит Организацию.
Сэйю: Кикуко Иноуэ
Флора (яп. フローラ Фуро:ра) — номер восемь в Организации семьдесят восьмого поколения Клеймор, атакующий тип. Имеет прозвище «Флора, рассекающая/разящая ветер» («Ветрорез Флора»): серию движений «обнажить меч — ударить — вернуть его в ножны» способна сделать быстрее кого бы то ни было. Убита в бою Ригардом. В её гибели косвенно виновата Клэр, которая бросилась в бой и не выполнила приказа Джин оставаться на месте и защищать Флору.
Сэйю: Мию Мацуки
Джин (яп. ジーン Дзи:н) — номер девять в Организации семьдесят восьмого поколения Клеймор, атакующий тип. Обладает самым сильным ударом среди всех Клеймор: закручивает в двадцать один оборот ведущую руку; после того, как Джин перестаёт держать ведущую руку другой, её меч напоминает бур. Недостаток этой техники в том, что она требует много времени и использовать её Джин может всего один-два раза. Под пытками Рифул пробуждается, но Клэр возвращает её. В ответ на это Джин заявляет, что теперь её жизнь принадлежит Клэр. Сильно ранена Ригардом. Погибает, отдав свою жизнь Клэр, возвращая её в человеческое состояние.
Сэйю: Котоно Мицуиси
Ундина (яп. ウンディーネ Унди:нэ) — номер одиннадцать в Организации семьдесят восьмого поколения Клеймор, атакующий тип. Считает себя самой физически развитой среди Клеймор, о чём говорят её мускулы. «Накачивает» их своей силой ёма, дабы иметь грозный вид. В бою использует два меча, один из которых взяла после смерти своей подруги, погибшей из-за неё. С виду грубиянка, но на деле очень чувствительна и заботлива по отношению к соратникам. Убита Ригардом. После смерти её меч взяла Денёв.
Сэйю: Риэ Исидзука
Денёв (яп. デネブ Дэнэбу) — номер пятнадцать в Организации семьдесят восьмого поколения Клеймор, оборонительный тип. Очень требовательна к своим товарищам. Так как Денёв — оборонительный тип, способна восстанавливать потерянные конечности, а из-за того, что однажды очень близко подошла к своему пределу, способна делать это с большой скоростью. После убийства её семьи ёома решает стать Клеймор, чтобы отомстить им. После смерти Ундины берёт её меч.
Сэйю: Хана Такада
Хелен (яп. ヘレン Хэрэн) — номер двадцать два в Организации семьдесят восьмого поколения Клеймор, атакующий тип. Очень эмоциональна, любит поесть. Способна удлинять свои конечности, чтобы атаковать противников на дистанции.
Сэйю: Мики Нагасава

## Список серий аниме
| 1 | Клеймор «Тайкэн -Курэймоа-» (大剣 -クレイモア-)                           | 3 апреля 2007    |
| Мальчик Лаки, семья которого была убита чудовищем — ёма, а сам он был изгнан горожанами, становится спутником клеймор по имени Клэр. |                                                                           |                  |
| 2 | Чёрная карта «Куро но сё» (黒の書)                                        | 10 апреля 2007   |
| Клэр получает «Чёрную карту». Лаки становится очевидцем того, как Клэр убивает другую клеймор, потерявшую контроль над собой. Клэр объясняет ему истинное значение «Чёрной карты» |                                                                           |                  |
| 3 | Тьма в раю «Махороба но ями» (まほろばの闇)                               | 17 апреля 2007   |
| Клэр получает заказ на уничтожение ёма в священном городе Рабона, в котором появление клеймор запрещено. Это затрудняет выполнение заказа и Клэр проигрывает в первой схватке с чудовищем. |                                                                           |                  |
| 4 | Пробуждение Клэр «Курэа но какусэй» (クレアの覚醒)                        | 24 апреля 2007   |
| Клэр убивает монстра в храме святого города и теряет контроль над собой, но благодаря Лаки ей удаётся подавить инстинкты ёма и продолжить свои странствия. |                                                                           |                  |
| 5 | Улыбающаяся Тереза «Бисё: но Тэрэса» (微笑のテレサ)                       | 1 мая 2007       |
| Сильнейшая из клеймор по имени Тереза убивает нескольких ёма и спасает таким образом маленькую девочку по имени Клэр. Клэр, которой больше некуда податься, становится спутницей Терезы. |                                                                           |                  |
| 6 | Тереза и Клэр «Тэрэса то Курэа» (テレサとクレア)                          | 8 мая 2007       |
| Чтобы спасти Клэр, Тереза нарушает запрет организации на убийство людей и становится мишенью для остальных клеймор. |                                                                           |                  |
| 7 | Помеченная смертью «Сися но Ракуин» (死者の烙印)                          | 15 мая 2007      |
| Четверо сильнейших клеймор: Илена, Ноэль, София и загадочная клеймор-новичок по имени Присцилла, прибывают в город, где остановилась Тереза, и бьются с ней. |                                                                           |                  |
| 8 | Пробуждение «Какусэй» (覚醒)                                              | 22 мая 2007      |
| Тереза побеждает присланных для её казни клеймор, но Присцилла, высвободив силы ёма, «пробуждается». Однако Присцилле и тут не хватило сил для победы над всесильной Терезой, но, схитрив, всё же убивает доверчивую номер 1 и с легкостью расправляется с остальными клеймор. В живых остаётся только Клэр. Она решает положить свою жизнь во имя мести и просит соединить её тело с телом Терезы. |                                                                           |                  |
| 9 | Мечники (Часть 1) «Кири саку моно тати (I)» (斬り裂く者たち(I))           | 29 мая 2007      |
| Клэр включают в группу из Мирии, Хэлен и Дэнёв, отправленную на охоту за Ненасытным Пожирателем — Пробудившимся воином организации. Выясняется что Клэр 47я по силе среди Клеймор — самая слабая. В ночь перед встречей с Пробужденным Мирия спаррингуется с Клэр, доводя её до изнеможения, и та, потеряв сознание, вспоминает стиль боя Терезы. |                                                                           |                  |
| 10 | Мечники (Часть 2) «Кири саку моно тати (II)» (斬り裂く者たち(II))         | 5 июня 2007      |
| Отряд Мирии вступает в бой с Пробудившимся и, несмотря на выдающиеся способности, Хэлен и Дэнёв получают тяжёлые ранения. Выясняется прошлое организации. Раненая Клэр использует полученную от Терезы способность чувствовать ёки противника, поэтому ей с Мирией удаётся уничтожить Пробудившегося. За боем неотрывно следит таинственная клеймор с феноменальной чувствительностью к ёма — Галатея. |                                                                           |                  |
| 11 | Мечники (Часть 3) «Кири саку моно тати (III)» (斬り裂く者たち(III))       | 12 июня 2007     |
| После тяжёлого боя Мирия высказывает предположение, что организация, дезинформировав их, отправила группу на бой с заведомо более сильным противником, фактически решив от них избавиться. Каждая из них в своё время находилась на грани пробуждения и создавала проблемы для организации. Дэнёв на своём примере доказывает гипотезу, что перейдя границу своих возможностей, но не окончательно пробудившись, можно вернуться в изначальную форму. Мирия предостерегает остальных избегать встреч, а тем более схваток с первой пятёркой. Особенно, с № 4. |                                                                           |                  |
| 12 | Бесконечные Надгробия (Часть 1) «Хатэ наки Бохё: (I)» (果て無き墓標(I))   | 19 июня 2007     |
| Клэр отправляют на охоту за ещё одним Пробужденным. К своему удивлению она обнаруживает, что кроме неё в команде всего одна клеймор. Ею оказывается № 4 Офелия. Офелия — бесчувственная клеймор, для которой жизнь друзей и близких не имеет значения. Офелия почувствовав что Клэр наполовину пробудилась, нападает на неё. Появляется Лаки и защищает Клэр, Офелия, отрезая ноги, ставит условие, что пока Офелия будет драться с Лаки, Клэр должна прирастить ноги. Появление Пробужденной позволяет Клэр и Лаки сбежать, но расправившаяся с монстром Офелия не оставляет преследования. Клэр решает разделиться, чтобы уберечь Лаки от кровожадной клеймор. Целуя его она не подозревает, что надолго с ним расстанется и пройдет нелегкий путь. |                                                                           |                  |
| 13 | Бесконечные Надгробия (Часть 2) «Хатэ наки Бохё: (II)» (果て無き墓標(II)) | 26 июня 2007     |
| Клэр пытается скрыться, но Офелия нагоняет её. Их сражение заставляет Офелию признать силу Клэр, но Офелия техникой «извивающийся меч» лишает её правой руки. Отчаявшаяся Клэр бьется с Офелией не надеясь на победу, но её спасает таинственная фигура в плаще, с лёгкостью побеждающая Офелию… Она оказывается клеймор Иленой, считавшейся мёртвой… Узнав Клэр поближе она соглашается научить её технике «Быстрого Меча» |                                                                           |                  |
| 14 | Позволение Сражаться «Татакау Сикаку» (闘う資格)                          | 3 июля 2007      |
| Клэр учится «Быстрому Мечу», но её силы ёма не хватает, чтобы даже на одну десятую приблизиться к силе и скорости Илены. Когда она решает, что Клэр достигла максимума умения, доступного ей, Илена отрубает собственную правую руку и заставляет девушку прирастить её, дабы увеличить её силу. Клэр покидает долину, где тренировалась и натыкается на пробудившуюся Офелию. Тем временем за Иленой приходит Рафаэлла, посланная устранить её. Клэр в одиночку одолевает Офелию, и та говорит ей отомстить за неё «Однорогому Чудищу» — Присцилле… |                                                                           |                  |
| 15 | Утроба Ведьмы (Часть 1) «Мадзё: но Агито (I)» (魔女の顎門 (I))            | 10 июля 2007     |
| Организация уже три месяца не может наладить контакт с Клэр. Все это время она безуспешно ищет Лаки, переодевшись мужчиной. Придя в город Ханэль, она встречает отряд клеймор под руководством № 9 Джин, отправленный на уничтожение пробудившегося. Через некоторое время в город возвращается чудовищно израненная девушка-клеймор, Клэр слышит её последние слова: «Ты ведь одна из нас… Спаси их всех… пожалуйста… они ещё живы… оно слишком сильное… они что-то задумали… всех…». Клэр выходит из города, направляясь в заброшенный храмовой комплекс, где обитает пробудившийся. |                                                                           |                  |
| 16 | Утроба Ведьмы (Часть 2) «Мадзё: но Агито (II)» (魔女の顎門 (II))          | 17 июля 2007     |
| Клэр врывается в подземелье, прорубаясь сквозь толпы ёма и сталкивается с принявшим истинную форму Дафом. Оказывается, что даже с техникой «Быстрого Меча» ей не достает сил прорубить толстый панцирь врага. От верной гибели её спасает Галатея, посланная организацией найти сбежавшую Клэр. Вместе они сражаются с Дафом, о неожиданно на сцене появляется Рифул — одна из Созданий Бездны, в присутствии которой тот дерется с утроенным усердием. Галатея посылает Клэр спасать Джин, которую держат на нижних уровнях катакомб, а сама остаётся сражаться с Дафом. Ситуация складывается явно не в пользу клеймор… |                                                                           |                  |
| 17 | Утроба Ведьмы (Часть 3) «Мадзё: но Агито (III)» (魔女の顎門 (III))        | 24 июля 2007     |
| Клэр находит Джин почти полностью пробудившийся, понимает, что она опоздала, но у Джин очень сильная воля, поэтому даже в полностью пробудившемся теле её сознание все ещё человеческое. Клэр помогает Джин вернуться, за что вторая считает теперь себя обязанной жизнью первой. Клеймор возвращаются на помощь Галатее, которая уже почти повержена, вместе они начинают хорошо продуманную атаку, которая основана на специальной технике Джин. В итоге им практически удается повергнуть Дафа, но Рифул не может допустить смерти своего телохранителя, поэтому останавливает клеймор. Клэр удается ранить Рифул, которая выполняет своё обещание и рассказывает Клэр, где найти «девушку с рогом» Присциллу. Галатея отказывается от своего задания по поимке Клэр, отпускает её и Джин. |                                                                           |                  |
| 18 | Битва за Север (Часть 1) «Кита но Сэнран (I)» (北の戦乱(I))               | 31 июля 2007     |
| После сражения с Дафом Клэр отправляется на поиски Исли с севера «серебряного короля». Джин следует за ней, пытаясь отплатить свой долг. Но девушки встречают на пути своего «начальника» в сопровождении Рафаэлы. Он говорит о плачевной, теперь, судьбе Галатеи, а Джин и Клэр за провинность отправляет на Север. Тут Клэр встречает старых друзей Мирию, Денев, Хелен сообщает, что Джин одна из них. Мирия — глава среди 24 клеймор присланных на «бойню». На клеймор нападают три пробудившихся. Клеймор атакуют в группах по 5. |                                                                           |                  |
| 19 | Битва за Север (Часть 2) «Кита но Сэнран (II)» (北の戦乱(II))             | 7 августа 2007   |
| Бой был выигран, но так как многие воительницы ни разу до этого не бились с Пробудившимися — бой был тяжёлый, многие были ранены, но все живы. А Лаки тем временем не найдя Клэр среди убитых клеймор в соседнем северном городе, спасает девочку от падающего куска стены. Девочку зовут Присцилла, а её спутника — Исли. |                                                                           |                  |
| 20 | Битва за Север (Часть 3) «Кита но Сэнран (III)» (北の戦乱(III))           | 14 августа 2007  |
| Лаки и его новые спутники узнают от встречных прохожих, что в городе Пиэта идёт схватка между клеймор и ёма; они решают отправиться туда. По пути Исли даёт согласие на просьбу Лаки научить его владеть мечом, чтобы защитить дорогого ему человека. Тем временем в Пиэте: Денев узнает истинное лицо Ундины-командира одной из пятерок клеймор, второй командир, Флора узнает от Клэр о подарке Илены. А в лесу, недалеко от Пиэта, Исли отдает приказ таинственному Ригарду, собрать войско из Пробудившихся и уничтожить Пиэту. |                                                                           |                  |
| 21 | Вторжение в Пиэту (Часть 1) «Пиэта Синко: (I)» (ピエタ侵攻(I))            | 21 августа 2007  |
| 27 Пробудившихся нападают на клеймор, убивая нескольких и раня остальных. После гибели 3 Пробудившихся Ригард решает отозвать войско и вступает в схватку с клеймор. Из 5 лидеров в живых остаются Мирия и Джин. Клэр вступает в схватку с Ригардо Серебряноглазым королём-львом. Лаки узнает, что Присцилла пробудившаяся, Исли объясняет, что пробуждение — конечный итог всех клеймор. |                                                                           |                  |
| 22 | Вторжение в Пиэту (Часть 2) «Пиэта Синко: (II)» (ピエタ侵攻(II))          | 28 августа 2007  |
| Несмотря на открывшуюся правду о Присцилле и Исли, Лаки продолжает с ними путь в Пиэту. Встречные пытаются их предостеречь, говоря что присланные клеймор не справляются: «…они прислали самые низшие и слабые номера…» Лаки понимает, что Клэр точно в городке и покидает спутников с целью добраться как можно скорее в Пиэту. Клэр чтобы спасти Мирию частично пробуждается. |                                                                           |                  |
| 23 | Критическая Точка (Часть 1) «Ринкай Тэн (I)» (臨界点(I))                  | 4 сентября 2007  |
| Частично пробужденная Клэр вместе с Хелен сражаются с Ригардо. Несмотря на то, что она смогла лишить Ригардо руки, Клэр ещё не в состоянии полностью контролировать свои новые силы. Ригардо издевается, указывая на её промахи. тем временем Лаки добрался до города, но увидев изменившуюся Клэр, впадает в отчаяние. В стремлении победить врага, Клэр решает пробудиться ещё немного и побеждает Ригардо, но при этом освобождается аура Терезы. Приблизившаяся к городу Присцилла почувствовала и узнала её. |                                                                           |                  |
| 24 | Критическая Точка (Часть 2) «Ринкай Тэн (II)» (臨界点(II))                | 11 сентября 2007 |
| Пробуждение Клэр зашло далеко, она просит Хелен убить её, пока она ещё в сознании. Напуганная воспоминаниями Присцилла, теряет над собой контроль и принимает облик в котором она убила Терезу. Силу её ёки чувствует Клэр. В гневе она вступает в поединок с Присциллой, за битвой наблюдают Исли и Галатея. Хелен, Мирия и Денев решают поспешить на помощь Клэр. Вслед за ними на помощь идут тяжело раненная Джин и Лаки. По дороге к месту поединка выясняется причина ненависти Клэр. |                                                                           |                  |
| 25 | Ради кого? «Дарэ га Тамэ ни» (誰が為に)                                   | 18 сентября 2007 |
| Бой между Присциллой и Клэр складывается не в пользу последней. Присцилла обвиняет в смерти близких Клэр, называя её Терезой. Она ранит Клэр, но подоспевшие друзья нападают на неё. В битве с ними Присцилла высвобождает ещё больше силы, покалечив их. Чтобы защитить их и отомстить Присцилле, Клэр полностью пробуждается. |                                                                           |                  |
| 26 | Преемникам «Укэцугу Моно э» (受け継ぐものへ)                              | 25 сентября 2007 |
| Подошедшие Лаки и Джин увидели пробужденных Клэр и Присциллу. С ходом битвы ненависть к врагу делает Клэр все сильнее и сильнее — она побеждает Присциллу. Но Лаки не даёт убить её, объясняя Клэр свой поступок тем, что в сущности они одинаковы — чудовищами стали из-за боли и мести. Обратившаяся, практически не контролирующая себя, Клэр едва не убивает Лаки, но его спасает Джин. Она возвращает Клэр в сознание, «возвращая свой долг» и умирает. Исли забирает Присциллу и отпускает клеймор. Хелен, Денев, Мирия и Клэр решают покинуть организацию и пойти своими дорогами. Наблюдавшая издалека за сражением Галатея сообщает члену организации, что «я больше не чувствую их ауру» дабы организация посчитала их мёртвыми. Вернувшаяся в сознание Клэр избавляется от чувства ненависти и мести, решив «жить ради дорогих тебе людей». Лаки решает сопровождать её, несмотря ни на что. |                                                                           |                  |

## Музыка
| №   | Название                                       | Длительность |
| --- | ---------------------------------------------- | ------------ |
| 1.  | «Silver-eyed Witch»                            | 2:43         |
| 2.  | «Great Sword»                                  | 1:44         |
| 3.  | «Yoma's Law»                                   | 2:21         |
| 4.  | «The Desert and the Wind»                      | 1:45         |
| 5.  | «Slayers»                                      | 2:20         |
| 6.  | «Frightening Line»                             | 1:11         |
| 7.  | «Teresa of the Faint Smile»                    | 1:53         |
| 8.  | «Sad Fate»                                     | 1:10         |
| 9.  | «Pulse of Awakening»                           | 1:25         |
| 10. | «Dauntless Fight»                              | 2:07         |
| 11. | «Mystery and Abyss»                            | 1:40         |
| 12. | «Memory Recall»                                | 2:39         |
| 13. | «The Northern Lands and the White Silver King» | 1:29         |
| 14. | «Endless Journey»                              | 1:21         |
| 15. | «Strong Force»                                 | 1:20         |
| 16. | «Sunset in the Wilderness»                     | 1:35         |
| 17. | «Scars of the Heart»                           | 2:17         |
| 18. | «Longing»                                      | 1:47         |
| 19. | «Cityscape»                                    | 1:35         |
| 20. | «Fields and Streams»                           | 1:48         |
| 21. | «Beautiful Hunters»                            | 1:37         |
| 22. | «The Fate of the Bewitchers»                   | 1:47         |
| 23. | «Evil Warriors»                                | 1:56         |
| 24. | «Disturbed Awakening»                          | 1:06         |
| 25. | «Heroic Struggle»                              | 1:44         |
| 26. | «The Chosen One»                               | 1:49         |
| 27. | «Far away road»                                | 1:05         |
| 28. | «Love and Warmth»                              | 1:35         |
| 29. | «Beyond the Horizon»                           | 2:00         |
| 30. | «Stone Houses»                                 | 1:42         |
| 31. | «What a Person Thinks»                         | 1:55         |
| 32. | «In the Deep Forest»                           | 1:56         |
| 33. | «Raison d'etre (TV Sized)»                     | 1:03         |
| 34. | «Flower of Conviction ~Guilty Sky~ (TV Sized)» | 1:10         |

Начальная песня:
- «Raison d’Etre» — Nightmare

Завершающая песня:
- «Danzai no Hana~Guilty Sky» — Рию Косака

Участники записи
Tomo The Tomo — вокал, Кодзи Хаисима — дирижёр, Masatsugu Shinozaki Strings — струнные, Хидэё Такакува и Кадзухиро Иваса — флейта, Сатоси Сёдзи и Маки Митани — гобой, Тадаси Хосино и Наоки Хаяси — кларнет, Синкити Маэда и Тоситака Оцука — фагот, Эрик Миясиро и Хидэто Осоноэ — труба, Эидзиро Накагава и Коити Ноносита — тромбон, Отохико Фудзита и Кэнсё Хагивара — горн, Томоюки Асакава — арфа, Мидори Такада, Томоко Кусакари и Икуо Какэнаси — перкуссия, Тосия Сиоири — фортепиано, Хидэё Такакува — вистл и синобуэ, Такаси Асахи и Хидэё Такакува — кена, Ацуси Яманэ — волынка, Коитиро Тасиро — бузуки, мандолина и кантеле, Ютака Ватанабэ — барабаны, Хиромицу Кавасима — бас-гитара, Масанори Такуми — программирование, гитара и фортепиано; звукорежиссёры — Юдзи Сугияма (1—15, 17—25, 27—32) и Хиронобу Асано (16, 26), помощники — Хисаси Нагаяма и Сюнсукэ Сибусава, мастеринг — Тэцуя Ямамото. Запись и сведение — Sunrise Studio, Sound City и Ambient Vision, мастеринг — Avex Studio.
| Номер | Название трека | Исполнитель     | Персонаж  | Длительность |
| ----- | -------------- | --------------- | --------- | ------------ |
| 01    | Memory         | Хоко Кувасима   | Клэр      | 4:49         |
| 02    | Transformation | Ая Хисакава     | Присцилла | 4:42         |
| 03    | Rebellion      | Ай Орикаса      | Галатея   | 5:03         |
| 04    | Awakening      | Хана Такэда     | Денёв     | 4:08         |
| 05    | Hatred         | Эми Синохара    | Офелия    | 3:47         |
| 06    | Gale           | Минами Такаяма  | Илена     | 3:41         |
| 07    | Eternity       | Мэгуми Хамагути | София     | 5:16         |
| 08    | Reincarnation  | Роми Паку       | Тереза    | 4:34         |
| 09    | Wailing        | Мики Нагасава   | Хелен     | 4:48         |
| 10    | Phantom        | Кикуко Иноуэ    | Мирия     | 4:18         |

Участники записи
Музыка — Дайсукэ «dAicE» Судзуки (1, 3—5, 7, 9), Масанори Такуми (2, 6), Митиру Иида (8, 10), слова — Син Тоцука (1—3, 6), Мэгуми Сайто (4, 5, 7—10), аранжировка — Юя Сайто (1, 3—5, 7, 9), Юкари Хасимото (2), Масанори Такуми (6), Митиру Иида (8, 10), звукоинженеры — Кай Мацумото (1, 7—10), Масуми Ивата (2—4), Кадзуо Сайто (5, 6), студии — Music Brains (1, 7—10), Hitokuchizaka Studio (2—4), Sound arts (5, 6). Все инструменты — Юя Сайто, кроме (2): программирование и клавиши — Юкари Хасимото, (6): программирование и гитары — Масанори Такуми, бас — Хиромицу Кавасима, (7): гитары — Косукэ Оба, (8, 10): программирование и клавиши — Митиру Иида. Хор — Хоко Кувасима (1), Мэгуми Сайто (1, 4—7, 9), Ая Хисакава (2), Ай Орикаса (3), Хана Такэда (4), Эми Синохара (5), From ear to ear (8, 10). Запись и мастеринг — Хироси Китасиро.

## Критика
Сайт Darker подчеркнул, что если скрестить мангу «Берсерк» с книжным циклом «Ведьмак», сделать центральными персонажами женщин, дополнить действие «душераздирающей слёзной драмой», а в сюжет ввести кровопролитный экшен, то в общих чертах получится «один из самых достойных представителей тёмного фэнтези среди японских комиксов». «Клеймор», как и «Ведьмак», придерживается идеи, что сражаться с чудовищами должны не люди, а специально обученные наёмники, которых искусственно изменили и превратили в сверхлюдей и отчасти нелюдей. Как писал Ницше: «Кто сражается с чудовищами, тому следует остерегаться, чтобы самому при этом не стать чудовищем...». Рецензент считает, что эта мысль почти идеально подходит для описания одной из ключевых тем манги. Героини — сильные женщины, смертоносные и красивые, но их судьба не столь прекрасна, ведь жизненный путь — войны, смертельные битвы, страшные испытания, боль и страдания. Мангака постарался, чтобы читатели почувствовали душевные страдания среброглазых воительниц. Главной является Клэр, манга — история её жизни, хотя автор в неравной степени уделяет внимание другим Клеймор. Если поначалу сюжет кажется достаточно простым и прямолинейным, то в дальнейшем, по мере появления новых героев и сюжетных линий, история станет несколько сложнее, но не настолько, чтобы у читателей возникли трудности с восприятием. Скучать за чтением не придётся, в каждой главе присутствуют кровавые сражения — именно этого люди ждут от жестокого боевика. 
«Клеймор» иногда называют «женским “Берсерком”». Как и предшественник, это тёмное фэнтези в западноевропейском средневековом антураже с эротикой и большим количеством насилия. Оба главных героя — наёмники, когда они уже сформировались как личности, выбрали своей целью в жизни месть и идут по кровавому пути, об их мотивах рассказывают флешбэки. Начало похожее: в первой главе Клэр приходит в город, где есть монстр, а после его убийства обретает верного спутника, как и Гатс эльфа Пака. В целом «Клеймор» слабее «Берсерка», уступая в изощрённости сюжетных ходов, накале страстей и драме. В нём больше хеппи-эндов, и если кто-то из положительных персонажей умирает, то обычно они «третьестепенного разряда», что скорее минус, чем плюс, поскольку сюжет становится предсказуемым. С некоторыми особенно сильными монстрами разбираются за кадром или неожиданно проще, чем того требует их статус, как с Исли, с другой стороны, это позволило не растягивать мангу на большее количество томов. «Особо матёрые чудовища» хотя и выглядят жуткими и заметно различаются внешним видом, но имеют похожие способности: у них длинные режущие конечности и высокая скорость, из-за чего схваткам присуща однообразность, несмотря на разные техники фехтования мечом у наёмниц. Явных преимуществ над работой Миуры не так много: высокий темп повествования, сюжет без провисаний и главное — манга закончена и «финал у неё великолепный».
Журнал «АнимеГид», оценивая экранизацию, пишет, что Claymore «робкой струйкой вливается в пересохшее русло героического фэнтезийного боевика» с монстрами, саблями «размером с самолётное крыло», обильно «плещущей во все стороны» кровью и «тотальной эпичностью» происходящего. На этот раз «юный зануда, в ходе зачистки родной деревни от плотоядных урук-хаев оставшийся без семьи и средств к существованию», решает присоединиться к виновнику — полудемону Клэр. Сценарные ходы сериал раскрывает неторопливо, их не так много, и они достаточно интересны. Многие не без оснований считают это своеобразным побратимом «Берсерка». Норихиро Яги к нему относится с явным уважением; без прямого влияния не обошлось. По иронии судьбы, Claymore пострадал ровно по той же причине, по которой «Берсерк» обрёл «звериную часть своей повествовательной мощи»: на момент запуска телесериала манга была далека от завершения, и сюжетные концы «ушли в воду». Событийную канву и действия героев выдающимися назвать нельзя: повсюду наблюдаются не совсем адекватные решения, сомнительные терзания и юношеский пафос в лучших традициях «Трёх мушкетёров». Это мешает серьёзно сопереживать происходящему. Мелкие загвоздки компенсируются образцовым исполнением жанровой основы, «верностью корням героического фэнтези»: поединки брутальные, враги мощные, сабли острые, кровь «хлещет ручьями», части тел «без особого ропота отделяются от несущих организмов». Если зрители любят боевое фэнтези с его атрибутами и «умеют терпеть мальчиков, которые врываются в кровавые мясорубки с нежными воплями о мире во всём мире», Claymore не разочарует.
THEM Anime поставил три звезды из пяти, отметив захватывающий и насыщенный экшен с хорошо продуманной вводной частью, изображение и дизайн персонажей. Тем не менее сериал «страдает от множества мелких недугов», типичных для похожих сёнэн-выпусков. Хотя история является интересным «зигзагом» готического меча и лейтмотива колдовства, ничего нового в ней нет. Анимация на самом деле вполне приличная для телесериала, но хорошие экшены (например, Cowboy Bebop и «Самурай Чамплу») не скупятся на боевые сцены. В «Клеймор» не используется чёрный экран со вспышкой для изображения дуэли на мечах и в целях экономии разумно применяются стоп-кадры и панорамы, которые «прослоены беспричинными брызгами крови». Художественное оформление компенсирует недостаток анимации в сражениях. Рецензенту особенно понравилось, что героини аниме не выглядят так, будто им 12 лет. Трудно различать персонажей, у которых одинаковый цвет волос и глаз, но лица, причёски, а иногда даже позы становятся настолько знакомыми, что легко выбрать любимую Клеймор. Очевидно, что при создании использовалось много компьютерной графики, композитинг почти безупречный. Фон и эффекты в сценах также отрисованы хорошо. Женщины-охотницы на демонов несколько десятилетий были основным продуктом японской поп-литературы, но автору «Клеймор» удалось внести интересный ход. Незначительные недостатки заключаются в «синдроме Kenshin», когда герои чувствуют, что им нужно в разгар решающей битвы остановиться и пофилософствовать о природе жизни, вселенной и особых атаках. Хотя это не так плохо, как в первоисточнике, или в Tokyo Underground, Ранма ½ и «Жемчуге дракона», возникает вопрос: «… Не могли бы они подождать, пока плохой парень не умрёт?». Кроме того, в «Клеймор» есть привычка растягивать большие драки на несколько серий. Несмотря на бизнес компаний, стремившихся получить максимальную выгоду от лицензии на адаптацию манги, подобное обстоятельство всё равно раздражало. Поклонники аниме о мечах и колдовстве могут добавить к оценке одну звезду, а те, кого не устраивает кровь — вычесть. Аудитория: определённо не для детей из-за высокого уровня насилия и взрослых сексуальных тем, рейтинг R. К просмотру также рекомендуются: «Берсерк», Record of Lodoss War, Scrapped Princess. 
«АниМаг» полагает, что к Claymore подходит эпиграф, взятый из диалога Лютика с Золтаном из книги «Крещение огнём» цикла «Ведьмак»: — Так вот они какие, знаменитые тайные письмена краснолюдов? И о чём говорит надпись? — «На погибель сукинсынам!». Существовали проекты, обращающие на себя внимание задолго до выхода на экраны, и данный сериал можно отнести к ним. Возможно, причина заключалась в жанре, поскольку в фэнтезийной готике «одиноко возвышался Берсерк». Или в Madhouse после успеха «Тетради смерти», оказавшейся на вершине зрительских симпатий. Кроме того, сочетание «меч и дева» неизменно вызывало интерес у любителей японской анимации. Выхода сериала ждали даже знатоки, заранее хваля его. Самым здравым было бы сразу отказаться от какого-либо сходства с «Берсерком», в том числе условного — Madhouse «есть чем гордиться и без чужих достижений». Основные действующие лица — девушки с мечами «фрейдистского размера» и монстры. У каждой героини своя душевная травма. Это «закон жанра death». Как давно принято в подобных историях, целью жизни воительницы является месть. Создатели сделали ставку, «решив победить не в стратегии, но в тактике». Не в первый раз в аниме авторская команда поступается оригинальностью, заранее отдав сюжет на откуп «канонам жанра», чтобы проявить себя в драках и персонажах. Поэтому зрителя постарались увлечь душевными переживаниями героев. Действия много, повествование переходит от одной драки к другой. Авторы пытались разнообразить процесс сражения, наделив воительниц собственным стилем и способностями. Каждой девушке они постарались дать причину для борьбы, ради которой она пожертвовала человечностью. Другое дело, насколько у них получилось. 
Сериалы «бесконечных поединков» перестали быть исключением и оказались нормой, как и «секретные техники», являющиеся основной интригой. Персонажи с душевными травмами — основа жанра. Съёмочная группа изначально имела узкое поле для манёвра и реализации идей. Обозреватель журнала заявляет: «Глупо кричать о вторичности сценария и плагиате, воровать у Сапковского никто не собирался, при общей заезженности сюжетной канвы скорее возникает ощущение самоедства». Суть Claymore в том, как была реализована часть оригинальных задумок в плане дизайна и постановки. Готика как архитектурный стиль представляется неуместной. Но «готический антураж» — одно из лучших, что есть в сериале. Главные героини, в отличие от «подруг по несчастью» из «кроваво-сусальных мыльных опер» вроде «Блич» и «Наруто», по крайней мере, не выглядят нелепо и чуждо. Персонажи не похожи на «картонных героев» и «слезливых эмо». Странность заключается в том, что при большом количестве экшена на минуту экранного времени, желание разбираться в происходящем пропадает уже на второй минуте. За предыдущие семь лет все схватки получили строгую формулу «чем больше бьют, тем сильнее становится». С каждой серией «постановочное профанство растёт в геометрической прогрессии». Вместо того, чтобы расчленить неудачливую протагонистку, демон начинает вести душеспасительные беседы. Это перемежается короткими встречами друзей в стиле «в семье не без урода», из-за чего зритель местами начинает терять нить повествования «кто с кем воюет». В итоге основным плюсом сериала является динамика и краткость (по сравнению с остальными представителями подобного жанра) — неизвестно, что могло бы получиться, если бы авторы решили «догнать и перегнать» «Наруто».